# Liste des évêques de Belleville
La liste des évêques de Belleville recense les noms des évêques catholiques qui se sont succédé sur le siège épiscopal de Belleville dans l'Illinois aux États-Unis depuis la création du diocèse de Belleville (Dioecesis Bellevillensis) le 7 janvier 1887 par détachement de celui d'Alton (en). 

## Évêques de Belleville
- 28 février 1888-† 2 juillet 1913 : John Janssen
- 4 décembre 1913-† 3 juillet 1947 : Henry Althoff (Henry J. Althoff)
- 29 novembre 1947-30 août 1976 : Albert Zuroweste (Albert Rudolph Zuroweste)
- 30 août 1976-19 mai 1981 : William Cosgrove (William Michaël Cosgrove)
- 19 septembre 1981-† 27 avril 1984 : John Wurm (en) (John Nicholas Wurm), auparavant évêque titulaire de Plestia (de)
- 23 octobre 1984-28 juin 1993 : James Keleher (James Patrick Keleher)
- 29 décembre 1993-9 décembre 2004 : Wilton Gregory (Wilton Daniel Gregory)
- 15 mars 2005-3 avril 2020: : Edward Braxton (Edward Kenneth Braxton)
- 3 avril 2020-31 mars 2025[1] : Michael McGovern (Michael G. McGovern)

### Sources
- (en) Fiche du diocèse sur catholic-hierarchy.org